# Série de pièces commémoratives américaines de l'Exposition universelle de 1904
La pièce commémorative de 1 dollar américain de l'Exposition universelle de 1904 est une pièce commémorative en or datée de 1903. Frappées en deux variétés, les pièces sont conçues par Charles E. Barber, le graveur en chef de la Monnaie des États-Unis. Elles sont émises pour commémorer l'Exposition de universelle qui se tient en 1904 à Saint-Louis, dans le Missouri ; une variété représente l'ancien président Thomas Jefferson, et l'autre, le président récemment assassiné William McKinley. Bien qu'elles ne soient pas les premières pièces commémoratives américaines, ce sont les premières en or.
Les promoteurs de l'exposition, initialement prévue pour ouvrir en 1903, cherchent une pièce commémorative à des fins de collecte de fonds. Le Congrès autorise une émission en 1902, et les autorités de l'exposition, dont le numismate Farran Zerbe, cherchent à ce que la pièce soit émise avec deux designs pour aider aux ventes. Le prix de chaque variété est de 3 $, le même coût qu'elle soit vendue comme pièce, montée en bijou ou sur une cuillère.
Les pièces ne se vendent pas bien et la plupart sont fondues plus tard. Zerbe, qui a promis de soutenir le prix d'émission des pièces, ne tient pas sa promesse lorsque les prix baissent une fois que l'exposition (reportée à 1904) se termine. Cette baisse, cependant, n'affecte pas beaucoup la carrière de Zerbe, car il continue à promouvoir d'autres pièces commémoratives et devient président de l'American Numismatic Association. Les pièces reprennent de la valeur, retrouvant leur prix d'émission vers 1915 ; elles valent, en 2023, entre quelques centaines et plusieurs milliers de dollars, en fonction de leur état.

## Contexte
Une grande partie de la région près du fleuve Mississippi est explorée par des explorateurs français aux XVIIe et XVIIIe siècles. En 1682, René-Robert Cavelier, Sieur de La Salle, revendique l'ensemble de la région drainée par le fleuve au nom de la France, lui donnant le nom de Louisiane en l'honneur de Louis XIV. Bien que la plupart du territoire français dans l'hémisphère occidental soit perdu lors de la guerre de Sept Ans (1756-1763), le bassin du Mississippi ne passe pas aux vainqueurs de cette guerre — principalement les Britanniques — car ils l'ont secrètement transféré à l'Espagne par le Traité de Fontainebleau de 1762.
Napoléon accède au pouvoir en 1799. Rêvant d'un empire français renouvelé, il obtient le retour du territoire de la Louisiane de l'Espagne via le Troisième Traité de San Ildefonso l'année suivante, et à travers d'autres accords. Ces pactes sont initialement secrets, et le nouveau président américain Thomas Jefferson en prend connaissance en 1801. Craignant que le port de La Nouvelle-Orléans ne soit fermé au trafic maritime américain, il envoie l'ancien sénateur de Virginie James Monroe en France pour aider le ministre américain Robert Livingston à acheter le bas Mississippi ; le Congrès alloue 2 millions de dollars à cette fin.

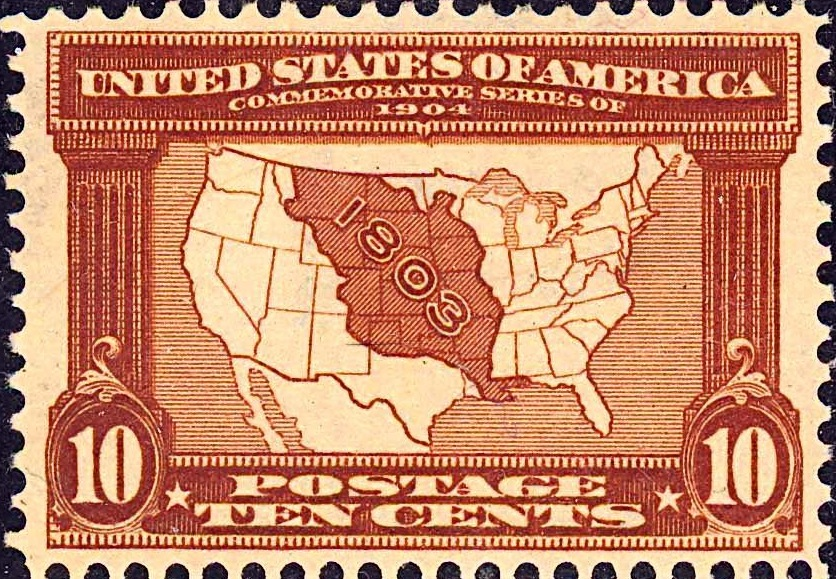
Timbre de dix cents émis pour l'Exposition montrant la partie des États-Unis provenant de l'achat de la Louisiane.

Lorsque les Américains rencontrent Napoléon, ils découvrent que l'empereur désire vendre l'ensemble du territoire, dont une grande partie n'est pas cartographiée ni explorée par les hommes blancs. Napoléon est confronté à la défaite en Haïti en révolte et craint que les Britanniques ne tentent de capturer La Nouvelle-Orléans, ce qui signifierait qu'il perdrait la Louisiane sans aucune compensation. Après quelques négociations, ils conviennent d'un prix de 60 millions de francs, plus 20 millions supplémentaires pour régler les réclamations des citoyens américains contre la France, soit un total d'environ 15 millions de dollars, qui couvre une partie du coût du territoire. Le traité est signé le 30 avril 1803, et bien qu'il y ait des questions quant à savoir s'il y a un pouvoir constitutionnel pour un tel achat, le Sénat américain ratifie le traité le 20 octobre 1803. Les États-Unis prennent possession formelle deux mois plus tard.
L'achat de la Louisiane double la taille des États-Unis et constitue aujourd'hui une grande partie du centre du pays. Désireux de célébrer le centenaire de l'achat, le Congrès adopte une législation autorisant une exposition ; le projet de loi est signé par le président William McKinley le 3 mars 1901. McKinley est assassiné en septembre de la même année,.

## Préparation
Le dollar de l'Exposition de l'achat de la Louisiane est autorisé par le Congrès le 28 juin 1902, lorsque le président Theodore Roosevelt signe un projet de loi d'approbation comprenant une somme de 5 000 000 $ destiné à subventionner l'exposition. Le projet de loi en question autorise la frappe de 250 000 pièces d'or d'un dollar à remettre aux organisateurs de l'exposition dans le cadre de la subvention, à condition qu'ils fournissent une garantie sous forme d'obligation stipulant qu'ils satisferaient aux exigences de la législation. Le projet de loi ne spécifie pas les termes ou le dessin à apposer sur les pièces, laissant cela à la discrétion du secrétaire au Trésor.

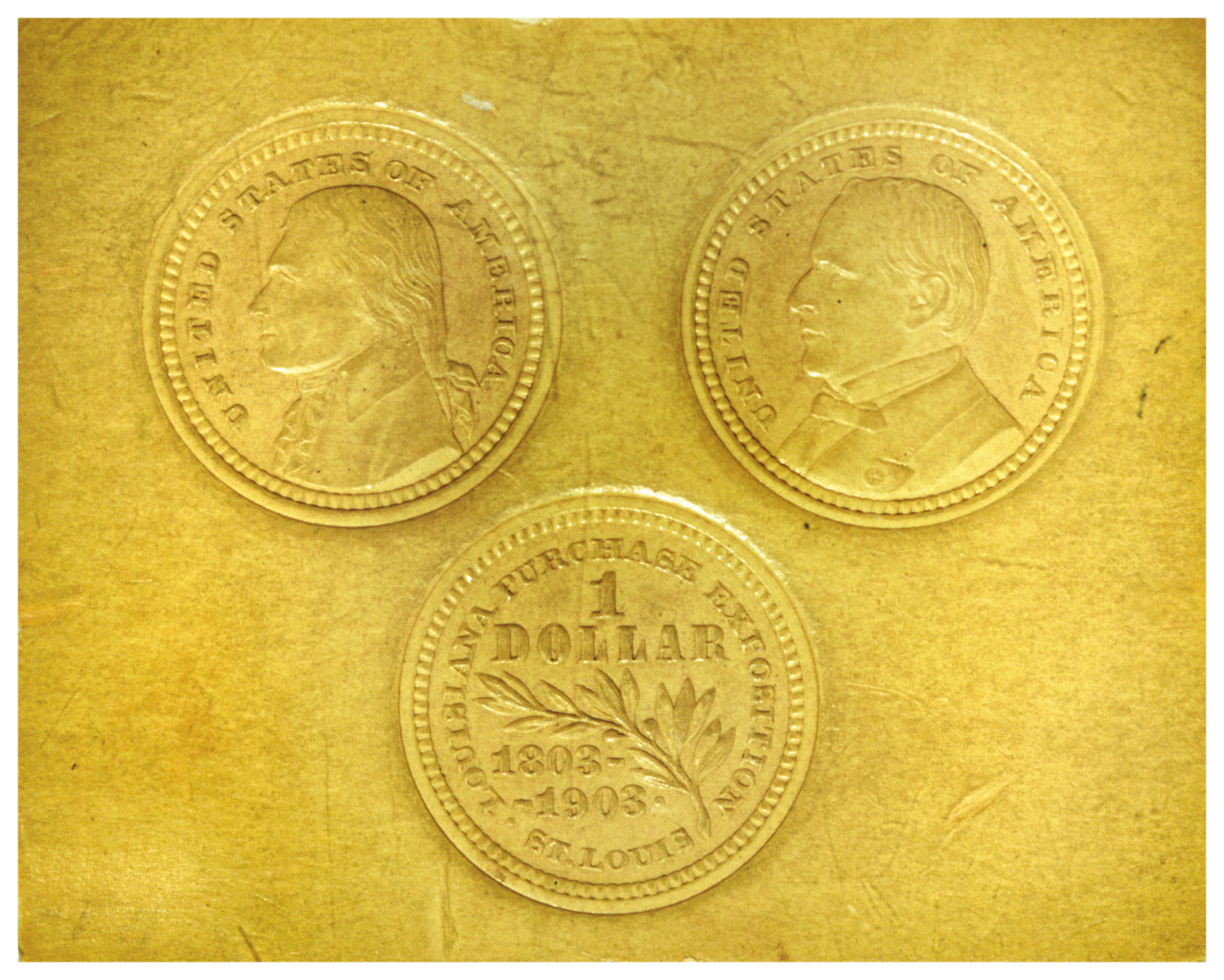
Les impressions en carton des versions d'essai des dollars en or. Le revers montre la branche d'olivier plus grande que sur les pièces émises.

Anthony Swiatek et Walter Breen, dans leur encyclopédie des pièces commémoratives, suggèrent que la décision d'avoir plusieurs dessins est « le résultat d'un accord non enregistré ». La législation est suffisamment ambiguë pour permettre une telle interprétation, et le numismate Farran Zerbe exhorte la Monnaie à frapper plus d'un type de pièce, affirmant que les ventes augmenteraient si cela est fait. Zerbe n'est pas seulement un collectionneur — il devient président de l'American Numismatic Association de 1908 à 1910, mais il promeut également la numismatique avec son exposition itinérante, Money of the World. Il est impliqué dans la distribution de pièces commémoratives, comme le demi-dollar colombien de 1892 à l'émission Panama-Pacific de 1915, et serait le seul distributeur des dollars de l'achat de la Louisiane,.

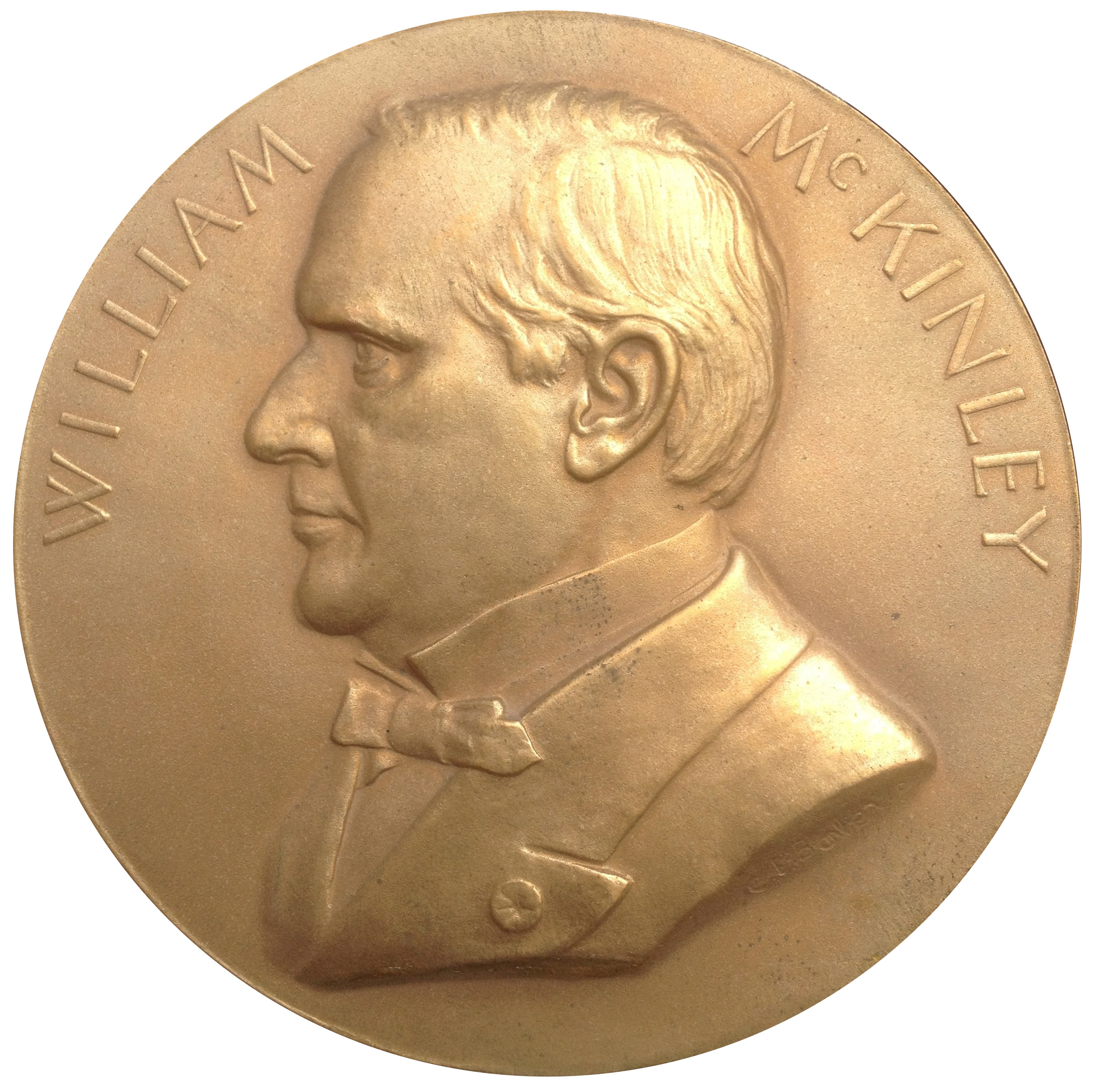
Cette médaille McKinley réalisée par le graveur en chef Charles E. Barber est utilisée comme base pour la variété McKinley du dollar de l'Exposition universelle de 1904.

Le 12 août 1902, le secrétaire du Trésor Leslie M. Shaw écrit à l'ancien gouverneur du Missouri, David R. Francis, l'un des promoteurs de l'exposition, pour demander quel dessin les responsables de l'exposition aimeraient voir sur l'avers des pièces. Bien que la réponse de Francis ne soit pas conservée, les autorités de la Monnaie optent initialement pour une branche d'olivier entourant un chiffre « 1 ». Cela semble déplaire au directeur de la Monnaie, George E. Roberts, car le 2 octobre 1902, le surintendant de la Monnaie de Philadelphie, John Landis, lui écrit en lui envoyant des empreintes en carton des revers proposés originaux et révisés. Le nouveau dessin a la valeur écrite en toutes lettres et la lettre indique que les modifications sont apportées à la suggestion de Roberts. Le 13 octobre, Barber se rend à Washington, où se trouve le bureau du directeur, pour consulter Roberts au sujet du dessin. Ce dernier considère la branche d'olivier comme « trop voyante », compte tenu de la taille de la pièce et de la lettre, et demande que la branche soit réduite en taille. Cela est apparemment fait. En septembre 1902, le travail sur les coins des avers, montrant les têtes de McKinley et Jefferson, réalisé par le graveur en chef de la Monnaie, Charles E. Barber, est bien avancé.
En décembre 1902, la Monnaie de Philadelphie frappe 75 080 dollars en or. Ils portent la date de 1903, une violation de la pratique normale de la Monnaie d'avoir la date de frappe sur la pièce. Cela n'est pas sans précédent ; le dollar Lafayette daté de 1900 est frappé en décembre 1899. On ne sait pas quel dollar en or est frappé en premier. En janvier 1903, 175 178 pièces supplémentaires sont frappées ; l'excédent de 258 par rapport à la frappe autorisée est mis de côté pour être testé par la Commission annuelle d'analyse. Il n'y a pas de différence entre les pièces frappées en 1902 et celles frappées en 1903. Cinquante mille pièces sont envoyées à la sous-trésorerie de Saint-Louis le 22 décembre 1902, en attendant que le comité d'organisation se conforme aux autres parties de la loi, très probablement en relation avec la nécessité de fournir une caution,.
Les premiers 100 exemplaires de chaque dessin sont frappés avec une finition belle épreuve. Ils sont montés sur du carton avec des certificats de présentation et offerts à des initiés privilégiés et à des responsables de la Monnaie ; ils ne sont pas disponibles pour le public. Les certificats sont signés par le surintendant Landis et par Rhine R. Freed, chef monnayeur de la Monnaie de Philadelphie. La pièce est placée à l'intérieur d'un support avec une fenêtre en papier ciré, fixée en place avec une ficelle solide avec le sceau de cette Monnaie. Il s'agit des premières pièces commémoratives en or frappées par les États-Unis.

## Dessin

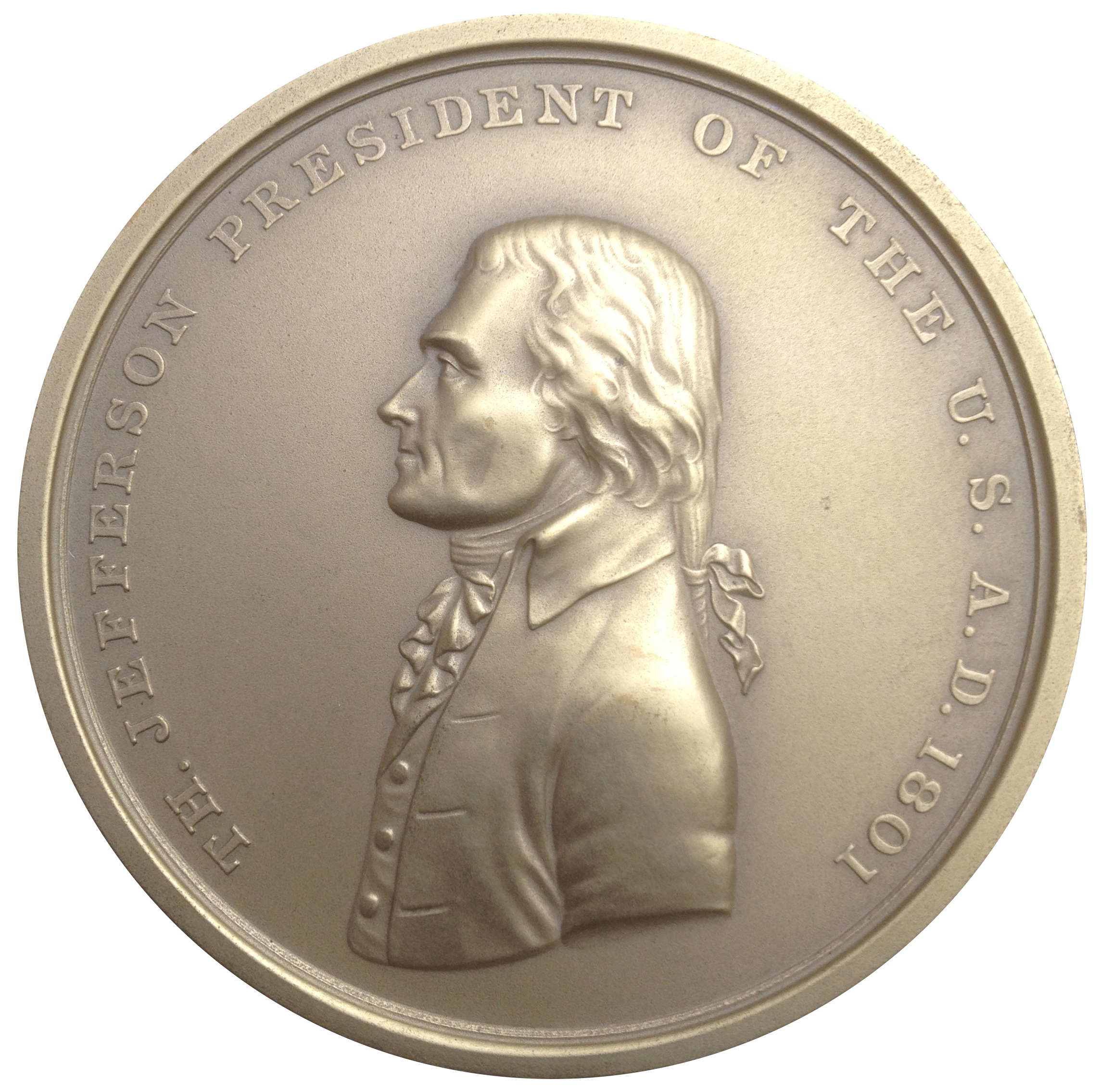
La médaille de la paix indienne de John Reich pour Thomas Jefferson sert de base pour l'avers de Jefferson de l'émission de l'Exposition universelle de 1904.

Barber reprend le dessin de l'avers de Jefferson à partir de la médaille de la paix indienne du président, créée par le graveur John Reich, qui utilise un buste de Jean-Antoine Houdon comme modèle. Le graveur en chef modèle l'avers McKinley d'après sa propre conception de la médaille du président décédé émise par la Monnaie. La médaille de Barber est modélisée d'après nature ; McKinley pose pour le graveur en chef. Le revers des deux pièces contient la valeur faciale, une inscription commémorative et une branche d'olivier au-dessus des dates anniversaires.
Le marchand de pièces de monnaie B. Max Mehl qualifie l'émission de « la plus attrayante de toutes nos pièces commémoratives en or ». D'autres ne sont pas d'accord ; Swiatek et Breen critiquent les pièces, déclarant que les « traits du visage de Jefferson, rendus de manière inexacte par Charles E. Barber, ont acquis une ressemblance avec Napoléon Bonaparte, l'autre partie de la transaction de l'achat de la Louisiane ». Indiquant que McKinley est reconnaissable par son nœud papillon, ils notent du revers, « la branche d'olivier — si c'est bien la plante visée — peut se référer à l'acquisition pacifique de ce territoire de 828 000 milles carrés ». L'historien numismatique Don Taxay critique la médaille de Reich, déclarant qu'elle « n'est guère élégante, avec Jefferson courbé de manière désagréable dans le cercle comme s'il avait été placé là par un Procuste moderne ». Taxay note que la représentation de McKinley par Barber pour cette médaille attire l'insulte de « mortelle » de la part de l'ennemi de longue date du graveur en chef, le sculpteur Augustus Saint-Gaudens.

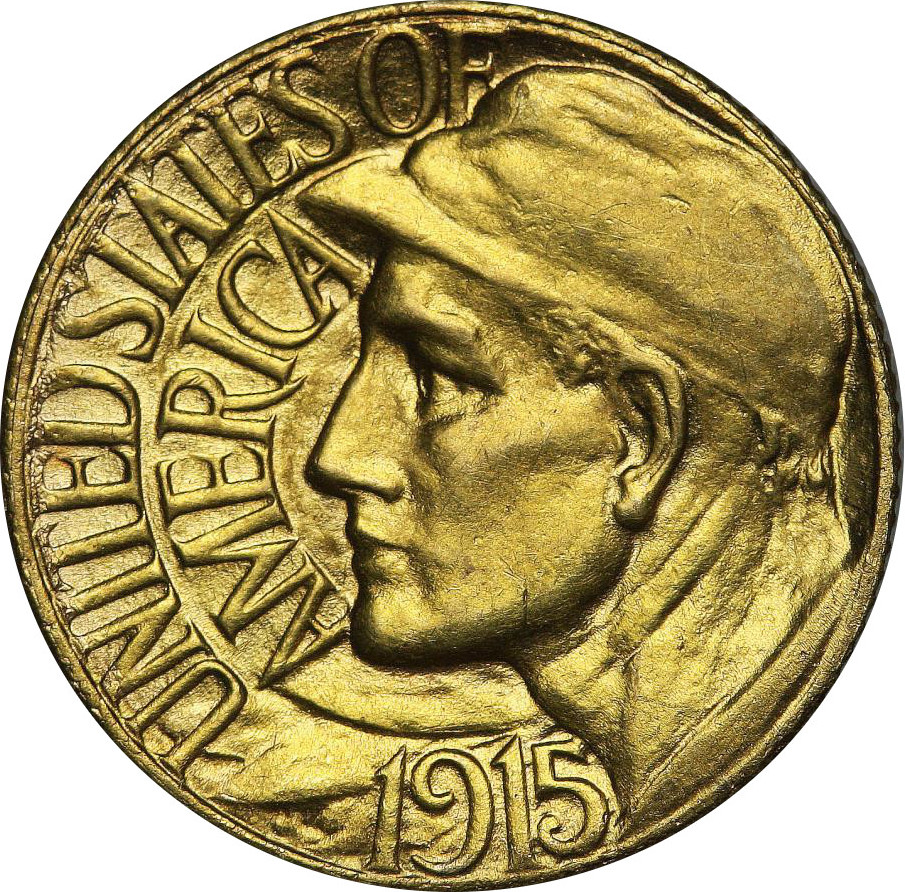
Le critique d'art Cornelius Vermeule considère que le dollar en or de Panama-Pacific est plus beau que l'émission de l'Exposition universelle de 1904.

L'historien de l'art Cornelius Vermeule critique le dollar de l'Exposition universelle de 1904 et le dollar de l'Exposition Lewis et Clark émis en 1904-1905 : « le manque d'éclat de ces pièces, comme dans de nombreuses conceptions de Barber ou de l'assistant graveur George T. Morgan, provient du fait que les visages, les cheveux et les draperies sont plats et que la typographie est petite et serrée ». Il ne pense pas que les problèmes qu'il voit sont dus à la petite taille du dollar, affirmant que le dollar en or de l'émission Panama-Pacific, par Charles Keck, est bien plus beau. Vermeule note que les comptes rendus contemporains considèrent l'émission de 1903 comme une innovation ; un article de 1904 dans l'American Journal of Numismatics indique qu'ils « indiquent un désir populaire d'une nouvelle orientation par rapport aux types quelque peu monotones de la Liberté qui ont caractérisé notre monnaie ... Si cette tendance pouvait se faire sentir sur la monnaie courante, elle donnerait un nouvel élan aux collectionneurs ». À partir de 1909 avec le cent Lincoln, la Monnaie représenterait une personne réelle sur la monnaie en circulation ; cela deviendrait plus courant avec le quart de dollar Washington de 1932.

## Distribution, retombées et collection

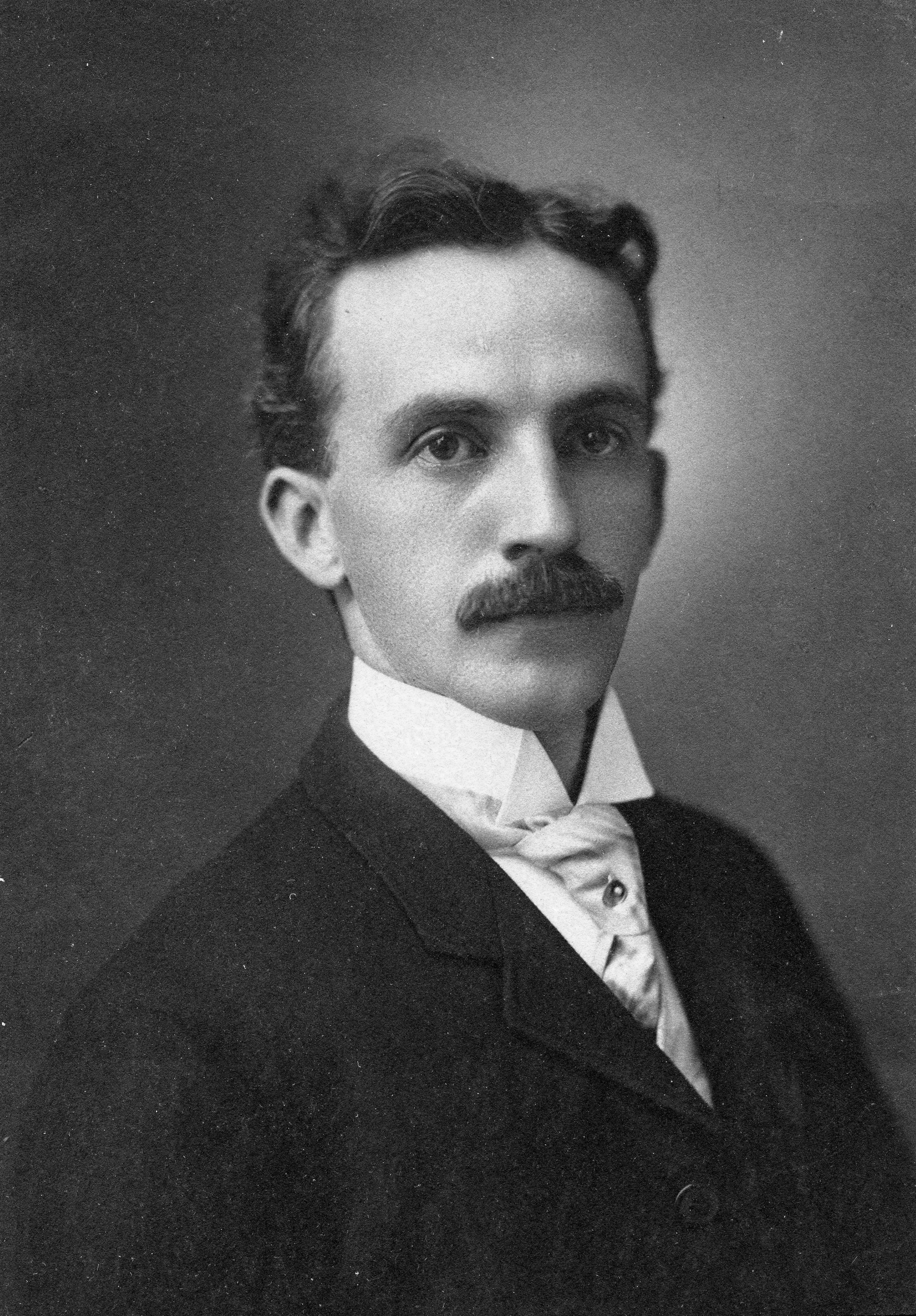
Le numismate Farran Zerbe.

L'exposition se Saint-Louis ouvre ses portes le 30 avril 1904, un an plus tard que prévu initialement. C'est l'une des plus grandes foires mondiales en superficie, s'étendant sur Forest Park. Il y a quinze grands bâtiments et de nombreux autres petits stands, et il semble peu probable que les visiteurs voient plus qu'une fraction des attractions, voir tout dans le bâtiment de l'Agriculture seul nécessite une marche de 14 km. Vingt millions de personnes assistent à l'exposition, qui inspire la chanson populaire Meet Me in St. Louis, Louis,.
Les pièces sont vendues à 3 $ chacune. Elles sont disponibles dans un étui de présentation ou peuvent être achetées montées sur des cuillères et divers types de bijoux. Certaines sont montées avec du soudage, ce qui nuit à leur valeur numismatique ; d'autres sont vendues avec des montures qui n'endommageent pas la pièce,. Farran Zerbe pense à ces façons variées de vendre la pièce, et de nombreuses ventes à l'exposition se faisaient de cette manière. Aucuns frais supplémentaires ne sont facturés pour ces ornements.
Zerbe promeut également les pièces auprès de la communauté numismatique. Bien que le prix de 3 $ n'est pas élevé selon les normes ultérieures, la valeur triple est considérée comme excessive par de nombreux collectionneurs de pièces, et elles ne se vendent pas bien. Les efforts de Zerbe pour promouvoir les pièces comprennent la proposition pour que le gouvernement produise une pièce d'or d'un milliard de dollars à exposer à la foire, et la coordination des ventes avec les vendeurs de répliques de petites pièces d'or frappées en Californie à l'époque pionnière, qui sont à moitié prix à l'achat d'une pièce d'un dollar. Thomas L. Elder, un marchand qui prend de l'importance à l'époque, critique Zerbe, le qualifiant de camelot dont la publicité est trompeuse et qui jette le discrédit sur les marchands de pièces,.
Les organisateurs, dont Zerbe, promettent de soutenir le prix de vente de trois dollars contre la possibilité de baisses de prix sur le marché secondaire. Les prix du demi-dollar colombien et du dollar Lafayette chutent et restent en dessous de leurs prix d'émission. En novembre 1903, environ 10 000 pièces d'or ont été vendues, y compris les ventes aux promoteurs de la foire et à d'autres personnes intéressées. Selon le numismate Q. David Bowers, les visiteurs de la foire ont probablement acheté plusieurs milliers de pièces, mais la majorité de la distribution est destinée aux marchands de pièces et aux collectionneurs. Zerbe les vend à son exposition de pièces pendant des années ; le marchand de pièces B. Max Mehl en achète des milliers pour un peu plus de la valeur faciale. Celles-ci sont vendues dans les ventes par correspondance de Mehl dans les années 1920. Malgré les efforts de Zerbe, que Bowers trouve « enthousiastes, voire héroïques », seulement 35 000 pièces sont vendues au public; les 215 000 qui restent sont retournées à la Monnaie et fondues vers 1914.
Le numismate David M. Bullowa remarque en 1938 que la Monnaie n'a pas conservé de registres sur le nombre de chaque variété fondu, mais il pense que la variété McKinley s'est mieux vendue. Bowers, écrivant un demi-siècle plus tard, émet une opinion contraire ; que selon son expérience et les rapports des services de notation, la pièce Jefferson est légèrement plus répandue. Swiatek, dans son livre de 2012, publie des statistiques montrant le nombre de pièces examinées par les services de notation numismatique, indiquant plus de pièces Jefferson que McKinley.
Malgré la déclaration de Zerbe selon laquelle il soutiendrait le prix de vente des pièces à trois dollars, il ne le fait pas et le prix des dollars est tombé à environ deux dollars fin 1905. Leur prix sur le marché atteint de nouveau les trois dollars vers 1915, et continue à augmenter par la suite. L'édition 2014 du Guide Book of United States Coins de Richard S. Yeoman répertorie les deux variétés, Jefferson et McKinley, à des prix allant de 500 $ en état (AU-50 à 2 150 $ en état MS-66 presque parfait, bien que la variété Jefferson soit plus chère dans certains grades intermédiaires.
Zerbe déclare en 1905 qu'il « est le seul homme à vendre 50 000 dollars 3 $ pièce ». En 1923, il écrit dans un article que les dollars de l'achat de la Louisiane se vendent toujours trois dollars ou plus « pour la raison particulière que celui qui est responsable de leur vente ressent une obligation de protection des prix envers chaque acheteur ». Il ne s'identifie cependant pas identifié comme « celui qui est responsable de leur vente ».

### Sources journalistiques
: document utilisé comme source pour la rédaction de cet article.
- (en) George C. Arnold, « A gold dollar proposition », The Numismatist, Colorado Springs, Colorado, American Numismatic Association,‎ 1903, p. 24 (lire en ligne, consulté le 22 novembre 2023). .
- (en) L.T. Brodstone, « When one dollar is worth two », The Philatelic West,‎ 1904 (lire en ligne, consulté le 22 novembre 2023). .
- (en) Jim Hunt et Jim Wells, « Numismatics of the Lewis and Clark Exposition », The Numismatist, Colorado Springs, Colorado, American Numismatic Association,‎ mars 2004.
- (en) Spink, « Louisiana gold dollars », Spink & Son's Monthly Numismatic Circular,‎ 1904 (lire en ligne, consulté le 22 novembre 2023). .